# Assedio di Drogheda (1641)
L’assedio di Drogheda del 1641-1642 è un episodio della rivolta irlandese del 1641.

## L'assedio
Dopo aver sconfitto le truppe governative nella battaglia di Julianstown, le forze ribelli irlandesi guidate da Féilim Ó Néill arrivarono nella città di Drogheda nel dicembre 1641 e la cinsero d'assedio.
I ribelli, che veniva principalmente dall'Ulster, non disponevano di artiglieria pesante per aprire una breccia nelle mura della città e dunque la circondarono tagliando i rifornimenti nella speranza di indurre i suoi abitanti alla resa.
O'Neill tentò tre volte di attaccare la città ma le forze inglesi acquartierate a Drogheda lo respinsero. 
L'ultimo, vano, tentativo venne fatto nel marzo 1642. Pochi giorni dopo arrivarono da Dublino elle truppe inglesi guidate dal colonnello Moore (che successivamente verrà nominato conte di Drogheda) che respinsero i ribelli irlandesi costringendoli a ritirarsi verso Dundalk

## Curiosità
La città di Drogheda venne nuovamente assediata nel 1649 dall'esercito inglese guidato da Oliver Cromwell. (Vedi Assedio di Drogheda)

## Biografia
- Bernard, Nicholas (May 25 1642), The whole proceedings of the siege of Drogheda: To which is added, A true account of the siege of London-Derry, printed by R. Reilly, for S. Hyde, 1736